# 妮达·森夫
妮达·森夫（荷蘭語：Nida Senff，1920年4月3日—1995年6月27日），荷兰女子游泳运动员，主攻仰泳。她曾代表荷兰参加1936年夏季奥林匹克运动会游泳比赛，获得女子100米仰泳金牌。